# Meryem (serie de televisión)
Meryem es una serie de televisión turca de 2017, producida por TMC Film y emitida por Kanal D.
Esta serie es una adaptación de la serie coreana Secret Love (2013).

## Sinopsis
Meryem es una dulce e inocente chica que trabaja en la panadería de su padre. En su vida solo tiene a su padre y a su novio Oktay Şahin, un fiscal recientemente ascendido. Durante una tormentosa noche, Oktay, quien conduce en estado de ebriedad luego de celebrar su ascenso, casi colisiona con un camión y termina golpeando algo en la carretera. Al bajar del vehículo, se da cuenta de que embistió a una mujer. Meryem le pregunta qué ocurrió y Oktay le miente diciendo que solo era un barril, abandonando a la víctima sin prestar asistencia. 
La inocencia de la joven que solo anhela casarse con su novio que aún no desea comprometerse con ella, la lleva a mentirle a la autoridad para protegerlo. Durante el interrogatorio, y sin saber realmente lo sucedido, Meryem confiesa que ella era la conductora durante esa fatídica noche. Esa declaración la convierte en criminal y cambia su vida para siempre: Oktay quién es el fiscal del caso la condena, abandona y no duda en ponerse en su contra con tal de proteger su carrera profesional. 
Savaş Sargun, quien era el novio de la mujer atropellada, decide descubrir la verdad detrás del supuesto accidente. Cegado por el dolor de perder a su prometida y al hijo que esperaba, decide vengarse y va por la supuesta victimaria, la inocente Meryem.
Meryem se encontrará dividida entre Oktay, un fiscal sin escrúpulos que hará todo para que no se descubra su secreto, y Savaş, un demandante vengativo. Los errores de ambos hombres la harán sufrir, hasta que el amor entra en la ecuación, para alterar el curso de los acontecimientos.

## Reparto
| Actor/Actriz              | Personaje     |
| ------------------------- | ------------- |
| Ayça Ayşin Turan          | Meryem Akça   |
| Furkan Andıç              | Savaş Sargun  |
| Cemal Toktaş              | Oktay Şahin   |
| Açelya Topaloğlu          | Derin Berker  |
| Bestemsu Özdemir          | Beliz Bilen   |
| Sema Öztürk               | Tülin Sargun  |
| Serenay Aktaş             | Burcu Aktar   |
| Kenan Acar                | Güçlü Tekiner |
| Uğur Çavuşoğlu            | Yurdal Sargun |
| Beste Kanar / Özge Özacar | Naz Sargun    |
| Serhan Onat               | Berk Bilen    |
| Necmi Yapıcı              | Behiye Akcay  |
| Bedriye Rosa Çelik        | Ertan Komiser |
| Furkan Kızılay            | Çetin Korkmaz |
| Mutlu Güney               | Arif Akça     |